# 청계중앙공원 매장문화재 유적
청계중앙공원 매장문화재 유적은 대한민국 경기도 화성시 청계동, 청계중앙공원 내에 있다. 2016년 4월 7일 화성시의 향토문화재 제26호로 지정되었다가, 2019년 10월 23일 향토문화재(기념물) 제10호로 변경 재분류되었다.

## 개요
이 유적은 고구려 무덤, 원삼국시대 가마, 통일신라 및 조선시대 온돌유적으로 역사의 전통성을 알 수 있는 문화유산이다.